# Thrill Seeker (EP)
Thrill Seeker é o extended play (EP) de estreia do cantor americano Sub Urban. Foi lançado em 13 de março de 2020, através da gravadora Warner Records.

## Lista de faixas
| N.º            | Título                         | Compositor(es)            | Produtor(es)   | Duração |  |
| 1.             | "Freak" (com part. de REI AMI) | Sarah Yeeun Lee Sub Urban | Sub Urban      | 3:14    |  |
| 2.             | "Cliché"                       | Sub Urban David Bassett   | Sub Urban      | 2:56    |  |
| 3.             | "KMS"                          | Sub Urban                 | Sub Urban      | 2:40    |  |
| 4.             | "Spring Fever"                 | Sub Urban                 | Sub Urban      | 2:48    |  |
| 5.             | "Isolate"                      | Sub Urban                 | Sub Urban      | 2:22    |  |
| 6.             | "Cirque"                       | Sub Urban                 | Sub Urban      | 3:04    |  |
| 7.             | "When The Flies Fell"          | Sub Urban                 | Sub Urban      | 1:05    |  |
| Duração total: | Duração total:                 | Duração total:            | Duração total: | 19:01   |  |

Notas
"When The Flies Fell" é estilizado em letras minúsculas.

## Créditos
Créditos adaptados de Genius.
- Sub Urban – Compositor, produção, masterização e mixagem
- REI AMI – Compositora
- David Bassett – Compositor
- Warner Records – Gravadora responsável